# Nigun
Nigun (z hebr. nucona melodia; l.mn. nigunim) – specyficzny typ żydowskiego melodyjnego śpiewu grupowego.
Pochodzi z tradycji, która zakazuje używania mowy podczas posiłków szabasowych między rytualnym umyciem rąk a zjedzeniem chałki szabasowej. Nakaz ten nie zwalnia z obowiązku radości przeżywanej przez cały szabas. Stąd powstały rytmiczne melodie śpiewane bez użycia słów (np. o treści: tam ta ra tam tam, ta ra tam).
Rozwój nigunim przypadł w kulturze chasydzkiej w XVIII wieku. Wielcy chasydzcy rabini i cadycy układali swoje nigunim i wprowadzali je w życie w swoich synagogach i domach modlitw. Dziś nadal nigunim są śpiewane, znane są specyficzne chasydzkie nigunim chasydów z ruchu Lubawiczerów.
Twórcy nigunim często czerpali melodie z lokalnych wzorców, stąd np. niektóre nigunim chasydzkie z Góry Kalwarii imitują werble pobliskich koszar, inne - np. melodie góralskie. Nigunim dają wdzięczne pole dużej improwizacji, stąd w ostatnich latach tradycja tego śpiewu zaczyna być dostrzegana przez muzyków z pogranicza muzyki klezmerskiej i jazzu.